# Indigofera cytisoides
Indigofera cytisoides är en ärtväxtart som beskrevs av Carl Peter Thunberg. Indigofera cytisoides ingår i släktet indigosläktet, och familjen ärtväxter. Inga underarter finns listade i Catalogue of Life.